# Голубое дерево
Голубое дерево — аргентинский детский телесериал, первоначально транслировался в 1991—1992 годах на аргентинском канале Canal 13. Всего вышло 200 серий, без деления на сезоны.
В 1998 году телекомпания Televisa выпустила на мексиканском телевидении собственную адаптацию «Голубого дерева» под названием «Свет на пути» (исп. Una luz en el camino). Сюжет оригинального сериала был значительно переработан.
В России трансляция сериала началась 11 ноября 1996 года на телеканале НТВ.

## Сюжет
Сериал не имеет выраженной главной сюжетной линии. Он повествует о жизни группы детей и подростков (в основном шестиклассников) из Буэнос-Айреса и их родителей. В сериале рассказывается о том как им приходится решать свои семейные, романтические, школьные и финансовые проблемы.

## Критика
Для многих членов съемочной группы сериал «Голубое дерево» стал дебютной работой в сериальной индустрии. Этим критики, в частности, объясняли
множество пространственно-временных несовпадений, допущенных при съемке: одни и те же герои могли оказываться одновременно в разных местах; события, показанные в одном эпизоде, не всегда были выстроены в соответствии с хронологической последовательностью; сюжетные линии также не всегда были последовательны и завершены.

## Главные персонажи

### Даниэль
Даниэль (Гвидо Кашка) — лидер, открытый и дружелюбный мальчик. В душе, однако, очень ранимый. Влюблен в Валерию. Способен понять и простить многое, но не предательство. Его лучший друг — Федерико. По ходу сериала узнал, что родители его усыновили, познакомился со своим настоящим отцом, узнал, что дон Себастьян — его дедушка.

### Валерия
Валерия (Паула Д’Амико) — умная, довольно серьезная девочка, имеет со всеми прекрасные отношения. Лучшая подруга — Марианна. Валерия и Даниэль вначале были хорошими друзьями, затем Валерия влюбилась в Даниэля, они выяснили, что любят друг друга, долгое время считали себя женихом и невестой. Позже новенький Хорхе признался, что влюблён в Валерию, какое-то время спустя Валерия тоже поняла, что любит Хорхе. Валерия тяжело переживает развод родителей и долго не может привыкнуть к мачехе — Монике, их отношения остаются очень неровными.

### Марианна
Марианна — романтичная, мечтательная девушка, красавица. Несмотря на некоторую капризность, она милая и способна к глубоким чувствам и сопереживанию. Иногда эгоистична и ревнива, способна на плохие поступки, но всегда осознает свои ошибки. Сначала влюбляется в Федерико, позже в Хорхе, но в конце концов понимает, что любит Даниэля.

### Дон Себастьян
Дон Себастьян — дед Даниэля, хотя это выясняется далеко не сразу. В начале сериала он пугает детей, залезающих к нему в сад, но потом они начинают дружить. Дон Себастьян принимает активное участие в жизни детей из класса Даниэля. У него проводят вечеринки, советуются с ним, готовятся к урокам, обсуждают дела. Дети помогают ему искать сокровища и выплачивать долг за дом. Даниэль живет у него, когда уходит от родителей, и именно дон Себастьян утешает его.

## Другие персонажи
- Вероника — очень темпераментная, импульсивная и артистичная девочка, обожает состояние влюбленности. В начале сериала ей нравился Рафаэль, но потом она начинает замечать Панчо. В конце сериала Вероника становится невестой Федерико.
- Мария — принципиальная девочка, одержима различными идеями, которыми заражает всех вокруг. Она хорошо поет и входит в вокально-танцевальную группу. Мария влюбляется в кузена Гонсало, который намного старше ее. Мария порой ощущает, что она взрослее своих молодых родителей, которые часто ругаются.
- Флор — тихая и рассудительная девочка, увлекается выращиванием цветов. В начале сериала она тихо любила Рафаэля, а позже соглашается стать невестой Матиаса.
- Панчо — деловой, наивный, полноватый мальчик. Он и Матиас организуют различные проекты, включая агентство по поиску талантов. Панчо часто влюбляется, но его чувства быстро проходят.
- Хорхе — загадочная личность, часто меняет свое отношение к одноклассникам. Он любит противопоставлять себя классу и делает тайные подарки Матиасу.
- Мигель — самолюбивый, энергичный и жесткий мальчик. Он находит себя в игре на синтезаторе и становится близким другом Марии.
- Рафаэль — романтичный и стеснительный мальчик, лучший друг Хосе. Он влюблен в Мариану и пишет ей любовные письма, но боится подписывать их. В конце сериала он уезжает в Испанию.
- Матиас — стеснительный мальчик. Он дружит с Панчо, и у них всегда много интересных задумок. Матиас ухаживает за Флор, но его отношения с ней непонятные.
- Федерико — смелый и справедливый мальчик, лучший друг Даниэля. Он пишет сценарии и тексты песен для группы «Горизонты славы». Федерико нравится Вероника, с которой он вечно ругается.
- Морена — младшая сестренка Даниэля. Она забавная, умненькая и деловитая девочка, постоянно придумывающая что-то со своими друзьями. Морена очень самостоятельна, в свои шесть лет она одна ходит в гости и сама готовит пирог.
- Хосе — сын дона Хуана, очень любит своего отца и хочет, чтобы он им гордился. Хосе делает все, чтобы выиграть школьные соревнования по бегу и достигает этого. Однако он недолго остается в сериале, так как сильно заболевает и его отправляют к бабушке и дедушке.
- Роберто — отец Валерии, работает врачом и очень любит свою дочь. Он ревнует Валерию к Даниэлю, но всегда готов выслушать и помочь дочери. Роберто чувствует вину за отсутствие матери у Валерии и старается компенсировать это.
- Моника — вторая жена Роберто, бывшая модель, сейчас проводит занятия по аэробике. Она старается подружиться с Валерией и заменить ей мать, искренне переживая за девочку, когда той плохо.
- Эстела — первая жена Роберто и мать Валерии. Она навещает дочь лишь иногда, что становится настоящим праздником для Валерии. Валерия не теряет надежды помирить родителей.
- Донья Флория — мать Роберто, не может простить сыну развод с Эстелой и не принимает новую жену Роберто, Монику. Она хорошо готовит, и это замечают друзья Валерии, зачастив к ней в гости.
- Хосе-Луис и Делия — родители Даниэля. Хосе Луис — ветеринар, Делия — домохозяйка. О таких родителях может мечтать каждый ребенок — всегда стараются понять своих детей, поговорить с ними. С Даниэлем они общаются на равных, Морене предоставляют много свободы.
- Альберто и Кармен Барбьера — родители Марианны. Альберто — адвокат, чьи профессиональные навыки часто оказываются полезными. Кармен — психолог, её знания и опыт очень помогли Хосе-Луису и Делии в трудный момент.
- Герман — старший брат Марианы, учится в университете на юридическом факультете. Он мечтает стать адвокатом и помогает своим друзьям. Герман влюбляется в учительницу своей сестры, сеньориту Анхелику.
- Сеньорита Анхелика — молодая учительница, недавно окончившая университет. Она преподает множество предметов и заботится о здоровье и эмоциональном состоянии своих учеников. Анхелика заслужила любовь своих учеников и часто помогает им в трудных ситуациях.
- Сеньорита Магда — первая учительница ребят, очень добрая и понимающая. Она передает свои полномочия Анхелике и становится директором школы. Магда и дон Хуан, школьный привратник, влюблены друг в друга, и дети помогают им быть вместе.
- Дон Хуан — школьный привратник и отец Хосе. Он был знаменитым бегуном, но оставил спорт после смерти матери Хосе. Дон Хуан и сеньорита Магда идеально подходят друг другу, но они очень стеснительны и робки, чтобы сблизиться.[4]

## Саундтрек
В качестве саундтрека сериала в основном были использованы испаноязычные адаптации песен бразильских авторов Пауло Массадаса и Майкла Салливана, большинство в исполнении продюсируемой ими детской группы Trem da Alegria. На заставке сериала звучит песня Шуши El Milagro de la Vida (с исп. — «Чудо жизни»).
в скобках указаны оригинальные названия песен на португальском языке
| №   | Название                                                                                           | Перевод           | Длительность |
| --- | -------------------------------------------------------------------------------------------------- | ----------------- | ------------ |
| 1.  | «El milagro de la vida (O milagre da vida)» (исполняет Xuxa)                                       | Graciela Carballo | 5:05         |
| 2.  | «Sueño de amor (Sonho de amor)» (исполняет Patricia Marx)                                          | Hector Ayala      | 4:51         |
| 3.  | «Un día aprenderé (Certo ou errado)» (исполняет Natalia Perez)                                     | Hector Ayala      | 4:35         |
| 4.  | «Bichito amigo (Amigo peludo)» (исполняет Morena Druchas)                                          | Hector Ayala      | 4:19         |
| 5.  | «Es de chocolate (É de chocolate)» (исполняет Desirre Naguel)                                      | Hector Ayala      | 3:53         |
| 6.  | «Conquistadores del futuro (Conquistadores do futuro)» (исполняет группа Paquitas)                 | Hector Ayala      | 4:00         |
| 7.  | «Uno, dos, tres (Uni, duni, tê)» (исполняет группа Carrusel Magico)                                | Karen Guindi      | 4:22         |
| 8.  | «Sueño de verano (Sonho de verão)» (исполняет группа Paquitas)                                     | Hector Ayala      | 3:36         |
| 9.  | «Tu forma de ser (Te cuida meu bem)» (исполняет Patricia Marx)                                     | Hector Ayala      | 4:02         |
| 10. | «Principe encantado (Príncipe encantado)» (исполняет Mauro Martin)                                 | Hector Ayala      | 3:26         |
| 11. | «Mi pequeño amigo (Meu pequeno Tommy)» (исполняет группа Trem da Alegria)                          | Hector Ayala      | 3:43         |
| 12. | «Carrusel de la esperanza (Carrossel da esperança)» (исполняет группа Carrusel Mágico и Pimpinela) | Karen Guindi      | 3:20         |
| 13. | «La muñeca y el soldadito (A boneca e o soldadinho)» (исполняют Natalia Perez и Mauro Martin)      | Hector Ayala      | 3:25         |
| 14. | «Flaps (инструментальная композиция)» (исполняет Victor Chicre)                                    |                   | 4:38         |
| 15. | «El árbol azul (Pássaro azul)» (исполняет Natalia Perez)                                           | Hector Ayala      | 3:38         |